# Feniks Mariupol
Feniks Mariupol (ukr. Футбольний спортивний клуб «Фенікс-Маріуполь», Futbolnyj Sportywnyj Kłub "Feniks-Mariupol") – ukraiński klub piłkarski, mający siedzibę w mieście Mariupol, w południowo-wschodniej części kraju, grając w Perszej-lidze.

## Historia
Chronologia nazw:
- 2007: Lider-ONE Mariupol (ukr. «Лідер-ONE» (Маріуполь))
- 2017: Jarud Mariupol (ukr. «Яруд» (Маріуполь))
- 2022: FSK Mariupol (ukr. ФСК «Маріуполь»)
- 2025: Feniks Mariupol (ukr. ФСК «Фенікс-Маріуполь») – po fuzji z Feniks Podmanasterz

Klub piłkarski Lider-ONE został założony w miejscowości Mariupol w 2007 roku i prezentował miejscowe przedsiębiorstwo taksówkarzy. W 2013 roku drużyna zajęła trzecie miejsce w mistrzostwach miasta. W 2014 i 2015 roku ponownie była trzecią w mistrzostwach, a w 2016 została wicemistrzem Mariupola. Również w 2014 dotarła do finału, a w 2015 i 2016 zdobyła Puchar miasta. Na początku 2017 klub pozyskał nowego sponsora i zmienił nazwę na Jarud Mariupol. W 2017 zespół zajął trzecie miejsce w mistrzostwach miasta, a w 2018 po raz pierwszy zdobył mistrzostwo miasta po raz trzeci Puchar Mariupola. W sezonie 2017/18 debiutował w amatorskich mistrzostwach Ukrainy. W kolejnych sezonach 2018/19 i 2019/20 ponownie startował w amatorskich mistrzostwach.
Latem 2020 roku klub zgłosił się do rozgrywek Druhiej Lihi i otrzymał status profesjonalny. W lipcu 2022 roku klub zmienił nazwę na FSK Mariupol i od sezonu 2022/23 grał w Pierwszej Lidze. Ze względu na rosyjską inwazję na Ukrainę klub rozgrywał mecze domowe w obwodzie kijowskim: w sezonie 2022/23 - na stadionie Dinaz w miejscowości Demydiw, w sezonie 2023/24 - na stadionie Kolos w mieście Boryspol. W marcu 2025 roku, w związku z fuzją z klubem Feniks Podmanasterz, drużyna zmieniła nazwę na Feniks Mariupol i mecze domowe rozgrywa na stadionie Skif w mieście Lwów.

## Barwy klubowe, strój
|  |  |

Klub ma barwy zielono-czarne. Zawodnicy domowe spotkania zazwyczaj grają w zielonych koszulkach, zielonych spodenkach oraz zielonych getrach.

## Sukcesy

### Trofea międzynarodowe
Nie uczestniczył w rozgrywkach europejskich (stan na 31-05-2020).

### Trofea krajowe
| \| \| Zdobyte trofea w rozgrywkach Ukrainy (stan na: 17-09-2020) \| |                                                            |      |          |
| Rozgrywki                                                           | Osiągnięcie                                                | Razy | Sezon(y) |
| · Mistrzostwo                                                       | I miejsce                                                  | 0    |          |
| · Mistrzostwo                                                       | II miejsce                                                 | 0    |          |
| · Mistrzostwo                                                       | III miejsce                                                | 0    |          |
| Puchar                                                              | zdobywca                                                   | 0    |          |
| Puchar                                                              | finalista                                                  | 0    |          |
| Puchar                                                              | 1/64 finału                                                | 1    | 2020/21  |
| II liga                                                             | I miejsce                                                  | 0    |          |
| II liga                                                             | II miejsce                                                 | 0    |          |
| II liga                                                             | III miejsce                                                | 0    |          |
| Ukraina                                                             | Zdobyte trofea w rozgrywkach Ukrainy (stan na: 17-09-2020) |      |          |

- Druha liha (D3):
  - ?.miejsce (1x): 2020/21

- Mistrzostwo Mariupola:[3].
  - mistrz (1x): 2018

- Puchar Mariupola:[4].
  - zdobywca (4x): 2015, 2016, 2018, 2019

## Poszczególne sezony

### Rozgrywki międzynarodowe

#### Europejskie puchary
Nie uczestniczył w rozgrywkach europejskich.

### Rozgrywki krajowe
| \| Ukraina \| Bilans występów klubu w rozgrywkach piłkarskich Ukrainy (Stan na 17 września 2020 r.) \| \| |                                                                                       |        |       |   |   |   |    |    |     |           |        |        |      |
| Poziom | Rozgrywki                                                                             | Sezony | Mecze | Z | R | P | B+ | B– | Pkt | Lata      | Awanse | Spadki | Naj. |
| I | Wyszcza liha/Premier-liha                                                             | 0      |       |   |   |   |    |    |     |           | 0      | 0      |      |
| II | Persza liha                                                                           | 0      |       |   |   |   |    |    |     |           | 0      | 0      |      |
| III | Druha liha                                                                            | 1      |       |   |   |   |    |    |     | 2020–     | 0      | 0      | ?    |
| IV | Amatorska liha                                                                        | 3      |       |   |   |   |    |    |     | 2017–2020 | 1      | 0      | 4    |
| | Puchar Ukrainy                                                                        | 1      |       |   |   |   |    |    |     | 2020–     | 0      | 0      | 1/64 |
| Ukraina                                                                                                   | Bilans występów klubu w rozgrywkach piłkarskich Ukrainy (Stan na 17 września 2020 r.) |        |       |   |   |   |    |    |     |           |        |        |      |

## Struktura klubu

### Stadion
Klub piłkarski rozgrywa swoje mecze domowe na stadionie Zachidny w Mariupolu o pojemności 3063 widzów.

## Kibice i rywalizacja z innymi klubami

### Derby
- FK Mariupol